# 弧矢增十九
船尾座3，又名CD-28 4774，HD 62623、SAO 174400、HR 2996，是船尾座的一颗恒星，视星等为3.96，位于銀經244.38，銀緯-2.54，其B1900.0坐标为赤經7h 39m 47.6s，赤緯-28° -2.54′ 56″。